# Donjons et Dragons
Pour les articles homonymes, voir Donjons et Dragons (homonymie), DnD, D&D et AD&D.
Donjons et Dragons (en anglais : Dungeons & Dragons), souvent abrégé en D&D, DnD ou AD&D, est le tout premier jeu de rôle sur table de genre médiéval-fantastique.
Le jeu a été créé en 1974 par les Américains Gary Gygax et Dave Arneson. Gygax a aussi fondé la première société d'édition de jeux de rôle, Tactical Studies Rules (plus connue sous le sigle de TSR) pour éditer son jeu.

## Étymologie
Le titre originel anglais est « Dungeons & Dragons ». Le mot « dungeon » est un faux ami, signifiant « oubliettes », utilisé ici dans le sens plus général de « souterrains ».
En effet, même si au XIVe siècle on retrouve l’emploi du mot dungeon pour désigner la tour centrale d’une fortification, le sens du mot a dévié pour ne désigner que les cachots souterrains construits à l’intérieur des donjons : les oubliettes. Le mot courant en anglais moderne pour « donjon » est « keep ».
Une traduction correcte de Dungeons & Dragons serait donc « Oubliettes et Dragons ». Sa traduction en « Donjons et Dragons » doit certainement beaucoup à la qualité euphonique des termes.

## Historique

### Origine
|             |  |               |
| Gary Gygax. |  | Dave Arneson. |

Donjons et Dragons est directement issu du monde du wargame : Gary Gygax et Dave Arneson veulent faire évoluer un wargame nommé Chainmail (créé en 1971 par Gygax et Jeff Perren (en)), mais ils suivent un cheminement qui les amène à imaginer un jeu où les héros de wargames vivraient des aventures personnelles entre leurs grandes campagnes militaires.
Bien que le jeu de rôle ait existé bien avant, sous d'autres formes et d'autres noms, Gygax et Arneson sont les premiers à le formaliser et à lui donner des règles précises et détaillées.

### Les premières polémiques
Le jeu commençant à avoir du succès, des polémiques naissent dans les années 1980, en provenance des milieux chrétiens traditionalistes. C'est ainsi que Patricia Pulling fonde en 1983 l'association Bothered About Dungeons and Dragons (BADD, litt. « préoccupé par Donjons et Dragons ») et que le dessinateur Jack Chick produit en 1984 les Chick Tracts Dark Dungeon, une collection de courtes bandes dessinées militantes visant à convertir le jeune public au fondamentalisme chrétien.

### Départ de Gygax de TSR
Peu après la sortie de la boîte de jeu, Gary Gygax découvre que, pendant son séjour à Hollywood lors de l'adaptation en série de dessins animés du jeu, TSR rencontre de sérieuses difficultés financières. De retour à Lake Geneva, Gygax parvient à assainir la situation financière et à remettre TSR sur pied. Cependant, les différentes visions sur le futur de TSR provoquent une lutte de pouvoir au sein de la société et, en définitive, Gygax est contraint de quitter la société qu'il a fondée le 31 décembre 1985.
Selon les termes de son accord avec TSR, Gygax garde les droits de Gord the Rogue ainsi que ceux des personnages de Donjons et Dragons dont les noms sont des anagrammes ou des versions de son propre nom, comme Yrag et Zagyg. Cependant, il perd les droits sur tout le reste de son œuvre, y compris le Monde de Faucongris (Greyhawk) et les noms de tous les autres personnages jamais utilisés dans les publications de TSR. 

### Cession à Wizard of the Coast
Fin 1996, TSR se retrouve très endettée et dans l'incapacité de payer ses imprimeurs. En 1997, au moment où la faillite semble inévitable, la société Wizards of the Coast intervient et, forte des revenus générés par son jeu de cartes à collectionner Magic: The Gathering, rachète TSR et toutes ses licences,.

## Détail des éditions

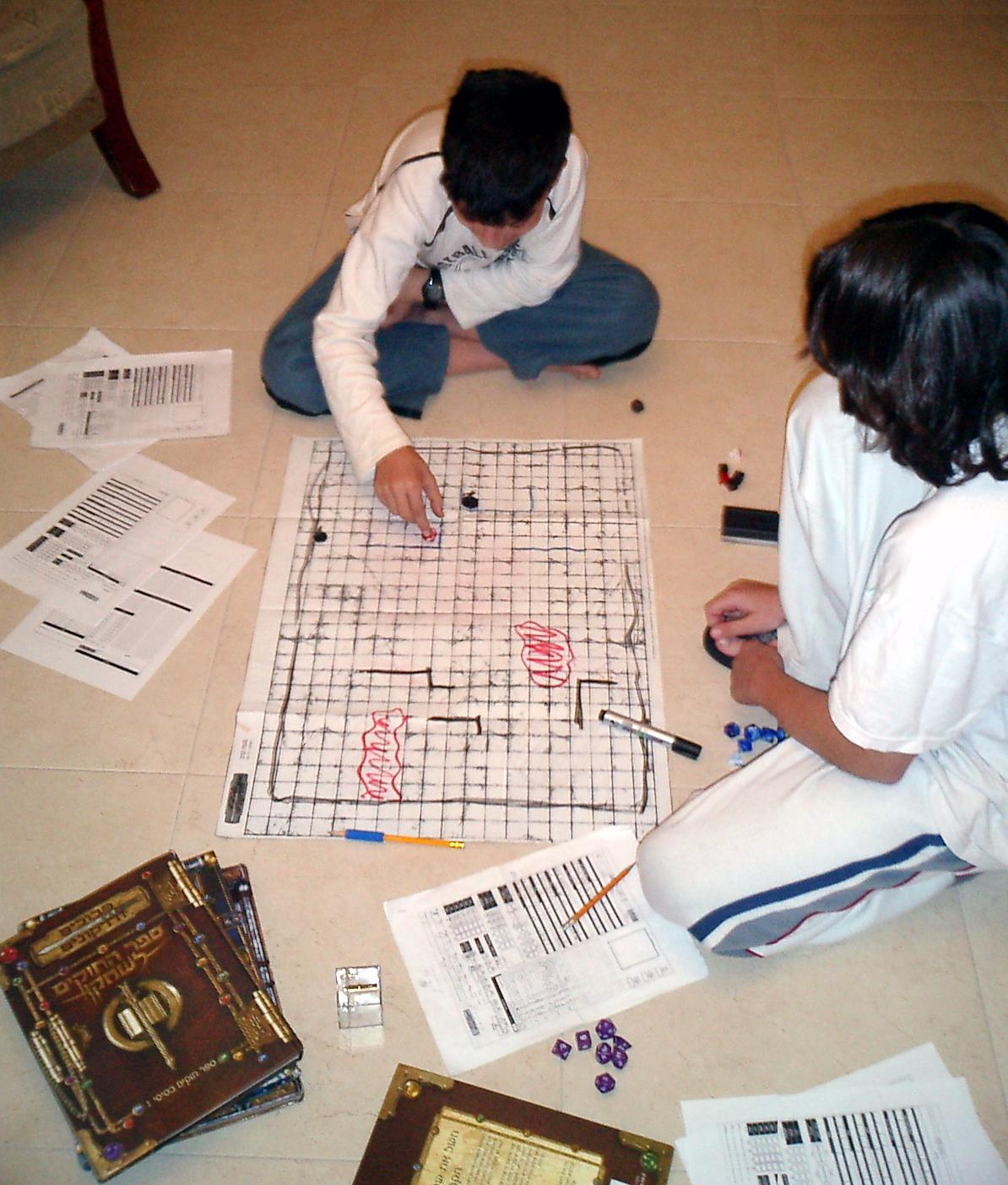
Joueurs typiques d'une partie de Donjons et Dragons, avec leur matériel : livres de règles, feuilles de personnages et crayons à papier, dés spéciaux et plan effaçable de type tableau blanc.

Donjons et Dragons a connu de nombreuses éditions.
| Numéro d'édition | Date      | Surnoms  | Surnoms  | Éditeur                      |
| ---------------- | --------- | -------- | -------- | ---------------------------- |
| 1                | 1974-1976 | OD&D     | OD&D     | Tactical Studies Rules (TSR) |
| 1                | 1977-1988 | D&D      | AD&D     | Tactical Studies Rules (TSR) |
| 2                | 1989-1994 | D&D      | AD&D2    | Tactical Studies Rules (TSR) |
| 2                | 1995-1999 | AD&D2.5  | AD&D2.5  | Tactical Studies Rules (TSR) |
| 3                | 2000-2002 | D&D3     | D&D3     | Wizards of the Coast (WotC)  |
| 3                | 2003-2007 | D&D3.5   | D&D3.5   | Wizards of the Coast (WotC)  |
| 4                | 2008-2013 | D&D4, 4E | D&D4, 4E | Wizards of the Coast (WotC)  |
| 5                | 2014-     | D&D5, 5E | D&D5, 5E | Wizards of the Coast (WotC)  |

## Ligne éditoriale

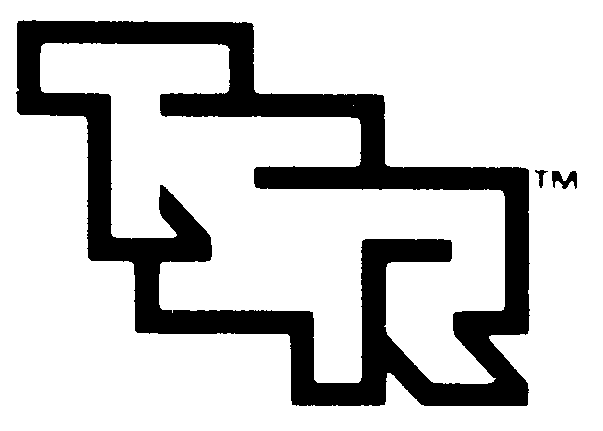
Logo de TSR, période 1982-1991.

En 1974, le Dungeons and Dragons original (aujourd’hui appelé OD&D pour Original Dungeons and Dragons) est une boîte contenant trois livrets, publiés par Tactical Studies Rules (TSR), à l'époque une société amateur.
Écrit dans un style propre aux connaisseurs du genre, il est conçu pour un public ayant déjà l’habitude des wargames. Ce jeu n’en a pourtant pas moins connu une grande popularité, d’abord parmi les wargamers,, mais aussi plus largement parmi les étudiants.
Cette première boîte est plusieurs fois réimprimée, et complétée par des suppléments officiels, notamment les premières éditions des mondes de Greyhawk et de Blackmoor, en 1975, et par des articles de magazines, publiés par TSR ou par de nombreux fanzines.

### OD&D, le premierDungeons & Dragons
| Numéro d'impression | Date         | Quantité | Note                           |
| ------------------- | ------------ | -------- | ------------------------------ |
| 1re                 | janvier 1974 | 1 000    | boîte woodgrain (teinte bois)  |
| 2e                  | 1975         | 1 000    | boîte woodgrain (teinte bois)  |
| 3e                  | 1975         | 2 000    | boîte woodgrain (teinte bois)  |
| 4e                  | 1976         | 5 000    | boîte blanche (white box)      |
| 5e                  | 2013         |          | réédition « deluxe collector » |

Dans la première édition de 1974, seules trois classes de personnages sont disponibles : le Fighting Man (guerrier), le Magic User (magicien) et le Cleric (prêtre). Le Thief (voleur), le Paladin, le Druid (druide) et le Monk (moine) sont introduits au fil des suppléments. De nombreuses règles du jeu font référence au wargame avec figurines Chainmail, ce qui fait de cette première édition plus un supplément à Chainmail qu'un jeu à part entière. Notamment, le système de jeu de combat, qui est la base des éditions suivantes, n'est présenté que comme une option, les auteurs recommandant d'utiliser plutôt Chainmail. La boîte contient également la carte du jeu Outdoor Survival (en) (Jim Dunnigan (en), Avalon Hill, 1972), destinée à être utilisée par le maître du donjon pour décrire la région autour du donjon.
À partir de 1977, TSR met en place une stratégie de division du jeu en deux gammes distinctes qui va durer plus de vingt ans. D’un côté est publiée la boîte Basic Dungeons & Dragons, une présentation claire des règles essentielles à destination du public qui n’a jamais joué aux wargames auparavant, rédigée par le psychologue J. Eric Holmes. De l’autre est publiée, dès 1978, Advanced Dungeons & Dragons, qui rassemble l’ensemble des règles, variantes, options et corrections proposées depuis la première édition, afin de les unifier et de régler les problèmes d'interprétation qui surviennent lors des tournois.
D'un point de vue commercial, la première version vise les magasins de jouets et le grand public, tandis que la seconde est destinée à un public habitué à ce type de jeux. Il est théoriquement possible de passer de la gamme de base à la gamme avancée, mais de nombreuses règles et concepts des deux versions sont contradictoires malgré un socle commun. Gary Gygax, auteur de la règle avancée, veut répondre de manière exhaustive à l’ensemble des situations possibles en jeu, alors que J. Eric Holmes, qui a mis au point la ligne de base, met l’accent sur la simplicité et l’improvisation. De plus, jusqu’en 1979, la boite originale de D&D continue d’être vendue, si bien que trois systèmes différents sont diffusés simultanément.

### Dungeons & Dragons Basic Set
| Date | Auteurs                           | Surnoms                                                           |
| ---- | --------------------------------- | ----------------------------------------------------------------- |
| 1977 | J. Eric Holmes                    | Holmes, boîte magenta                                             |
| 1981 | Tom Moldvay et David « Zeb » Cook | Moldvay, B/X (pour Basic, eXpert)                                 |
| 1983 | Franck Mentzer                    | Mentzer, BECMI (pour Basic, Expert, Companion, Master, Immortals) |
| 1991 | Troy Denning, Timothy B. Brown    | black box                                                         |
| 1991 | Aaron Allston                     | Rules Cyclopedia                                                  |

À partir de 1977, et donc commençant avant la sortie d’AD&D, TSR lance une nouvelle gamme, destinée à faciliter l'initiation de nouveaux joueurs. Elle garde le nom de Dungeons & Dragons et est publiée en plusieurs boîtes :
- le Basic Set (Dungeons & Dragons Basic Set (en), publié en 1977 et révisée en 1981 par Tom Moldvay, puis en 1983 par Frank Mentzer), permet de jouer des personnages de niveau 1 à 3 ;
- l'Expert Set (Dungeons & Dragons Expert Set (en), publié en 1981, révisé en 1983), permet d'atteindre le niveau 14.

Cette gamme connaît trois éditions différentes. La troisième édition, revue par Frank Mentzer, permet grâce aux Companion Set (Dungeons & Dragons Companion Set (en), 1983) et Master Set (Dungeons & Dragons Master Rules (en), 1985) de monter jusqu'au niveau 36 puis d'incarner des immortels avec l’Immortals Set (Dungeons & Dragons Immortals Rules (en), 1986 ; une édition, totalement refondue, parait en 1991). Il est aussi possible de passer à AD&D après avoir essayé le Basic Set de D&D mais les règles des deux gammes ne sont pas compatibles entre elles. Une quatrième édition compilera l'essentiel des règles des quatre premiers sets en un seul volume, le Rules Cyclopedia (Dungeons & Dragons Rules Cyclopedia (en), révisée par Aaron Allston).
De nombreux scénarios sont publiés pour D&D. Un univers dédié, Mystara, est publié sous la forme des suppléments Chroniques (Gazeeters, GAZ), seuls les deux premiers sont traduits en français : Le Grand Duché de Karameikos (The Grand Duchy of Karameikos) et Les Emirats d'Ylaruam (Emirates of Ylaruam).
Jusqu'à la première moitié des années 1990, les deux gammes différentes coexistent, AD&D devenant cependant largement plus populaire que D&D. Aujourd'hui, certains joueurs Old school ou « vieille école » (voir plus loin) remettent au goût du jour ces anciennes versions, aujourd'hui communément appelées « BECMI » (Basic, Expert, Companion, Master et Immortal).

### Advanced Dungeons & Dragons

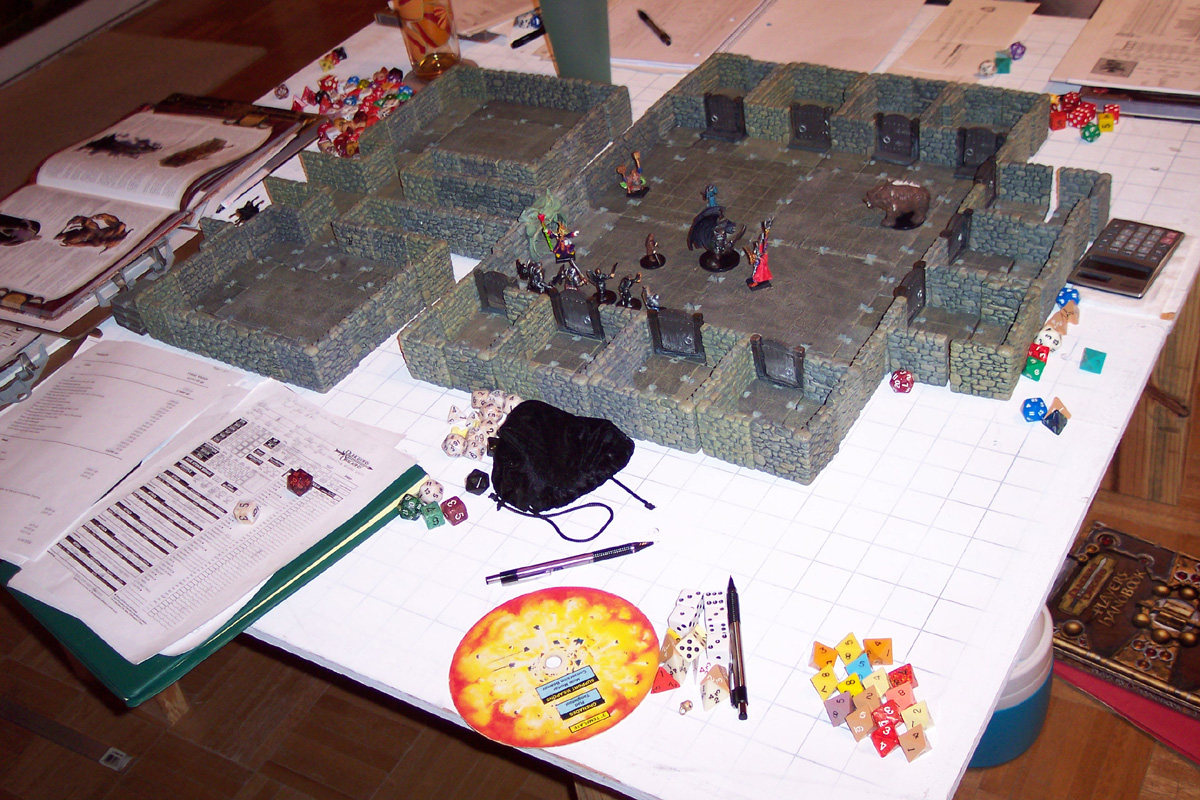
Matériel typique utilisé dans une partie de Donjons et Dragons, de genre « Porte-monstre-trésor » :
figurines Dungeons & Dragons Miniatures Game, éléments de décor en trois dimensions (« Master Maze scenery » de Dwarven Forge), des dés multi-faces, une feuille de personnage (en bas à gauche) et un manuel de jeu D&D (en haut à gauche).

En 1978, sont publiées les Règles avancées de Donjons et Dragons (Advanced Dungeons & Dragons, ou « AD&D »). AD&D est une compilation et une refonte des règles publiées dans la boîte de base et les suppléments de « D&D », composées de trois livres de base, permettant de jouer tous les niveaux : 
- le Manuel des Joueurs (Player's Handbook (en), 1978) ;
- le Guide du maître de Donjon (Dungeon Master's Guide (en), 1979) ;
- le Manuel des Monstres (Monster Manual (en), 1977) ;

plus de nombreuses extensions, publiées en anglais de 1977 à 1980. En particulier, pour le Deities and Demigods (en) (1980), TSR obtient les droits pour publier le panthéon du mythe de Cthulhu (d'Howard Philips Lovecraft), du cycle d'Elric (de Michael Moorcock) et du cycle des Épées (de Fritz Leiber). Ces références disparaissent lors de l'édition de 1981 du Deities and Demigods, manifestement pour des raisons de droits d'auteur.
De très nombreux suppléments sortent pour AD&D, ainsi que plusieurs décors de campagne. Parmi les suppléments les plus notables, on trouve :
- le Fiend Folio (en) (1980), un bestiaire monstrueux édité par TSR UK ;
- le Monster Manual II (en) (1983), qui présente de nouveaux monstres ;
- l’Unearthed Arcana (en) (1985), qui propose des règles additionnelles et dévoile aussi de nouvelles classes de personnages (tels que le barbare ou le cavalier) ;
- l’Oriental Adventures (en) (1985) qui décrit le continent de Kara-Tur, d'inspiration extrême orientale, avec des classes, monstres et règles ;
- le Dungeoneer's Survival Guide (en) (1986) qui donne des éléments pour gérer les aventures souterraines ;
- le Wilderness Survival Guide (en) (1986) qui donne des éléments pour gérer les aventures en extérieur.

Cette édition posa problème au niveau des droits d'auteurs. Gary Gygax écrit seul ce manuel, excluant Dave Arneson qui touchait cependant de l'argent pour la création de la première édition de Dungeons & Dragons. Arneson a alors déclenché un contentieux. Le verdict a tranché un accord entre les deux parties déclaré comme « non divulgable ». Arneson aurait reçu une somme d'argent suffisamment conséquente pour le persuader d'arrêter son attaque en justice.  

### Advanced Dungeons & Dragons,2eédition
En 1989, apparaît la 2e édition d’AD&D — aussi appelée AD&D2 —, éditée par TSR, elle aussi composée de trois livres de base (Manuel du joueur, Guide du maitre et Bestiaire monstrueux) et d'une pléthore de suppléments. La seconde édition d’AD&D ne change pas profondément le système de jeu. Cependant, les sorts sont répartis en différentes « écoles » pour les mages, et en « sphères » pour les prêtres.
Un système optionnel de compétences (proficiencies en anglais) apparaît. Certaines classes de personnages sont retravaillées ; en particulier, pour contrer les accusations d'incitation au satanisme qu'ils avaient reçues[réf. souhaitée], TSR retire des règles la possibilité de jouer un semi-orque, un moine ou un assassin. Les espèces des diables et des démons du Bestiaire des monstres sont renommés respectivement Baatezu et Tanar'ri pour ces mêmes raisons.
Dans la première moitié des années 1990, de nombreux suppléments sont publiés par TSR pour AD&D2 et, pour attirer une clientèle plus variée, sont publiés de nouveaux décors de campagnes, dont Dark Sun, Spelljammer, Planescape, Ravenloft et Birthright.

### Dungeon & Dragons «Black Box»etRules Cyclopedia
En 1991 paraît la version « consolidée » de Donjons et Dragons « règles non-avancées » sous la forme de deux produits :
- une boîte de couleur noire, dite « Black Box », destinée à l'initiation et contenant du matériel didactique : les règles sont présentées progressivement sur des fiches cartonnées (le Jeu d'initiation des cartes-dragon) avec des mini-scénarios solos à chaque étape pour mettre en œuvre les règles et concepts ;
- un ouvrage contenant la totalité des règles, le Rules Cyclopedia[15].

### Advanced Dungeons & Dragons, «édition 2.5»
En 1995, les livres de règle de base sont légèrement révisés et une série de manuels optionnels pour les joueurs sortent, en tant que livres de règle de base optionnels. Bien que toujours référencés par TSR (puis Wizards of the Coast — WOC) dans la seconde édition, cette révision est regardée par les fans comme une édition distincte et parfois nommée AD&D 2.5.
Ces manuels comprennent notamment :
- Le Manuel des joueurs révisé ;
- Le Guide du maître révisé ;
- Le Bestiaire monstrueux (TSR2140)[16].

Aux trois manuels de base, se rajoutent : 
- Aide aux joueurs : Combat & Tactiques[17] ;
- Aide aux Joueurs : Magie & Sortilèges[18] ;
- Aide aux joueurs : Talents & Pouvoirs[19] ;
- « Campaign Option : Council of Wyrms (en) Setting »[20],[21] (1994)  (ISBN 9781560768579) (qui met en scène un univers avec des dragons en Personnages joueurs ; ne sera jamais traduit).

### Dungeons & Dragons,3eédition

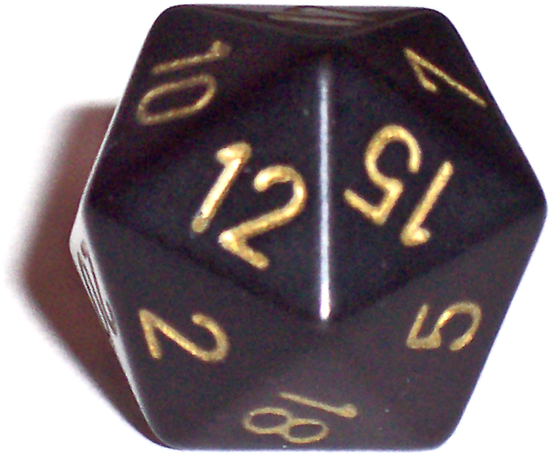
Le d20 ou dé à vingt faces, utilisé principalement dans D&D, emblème du d20 System.

En 2000, la 3e édition de D&D (le terme Advanced étant abandonné) est publiée par Wizards of the Coast sous la direction de Jonathan Tweet. Le système de jeu est complètement revu et prend le nom de d20 System, un système dont l'éditeur a autorisé l'utilisation par d'autres éditeurs (sous licence ludique libre, en anglais Open Gaming License — OGL).
Le d20 system est conçu pour la 3e édition : au contraire des éditions précédentes, qui enfermaient les personnages dans des stéréotypes et multipliaient les règles pour chaque type d'action — les règles les plus développées étant celles de combat — le d20 system est un système qui se veut beaucoup plus générique et modulable. Il apporte une grande cohérence et une plus grande rapidité de résolution par rapport aux règles des éditions précédentes, tout en conservant les mécanismes familiers des joueurs tels que l'alignement ou les points de vie et d'expérience. D'autre part, les classes de personnage, races et monstres autocensurés dans AD&D2 réapparaissent (notamment les Tanar'ri et Baatezu).
Le système fait toujours appel à des classes de personnage, sortes de stéréotypes d'aventuriers, mais celles-ci sont désormais beaucoup plus variées. La personnalisation via un système de « dons » et le multi-classage, qui est désormais beaucoup plus accessible, permettent de varier les personnages et donc de mettre en avant l'idée que le joueur se fait du personnage.
La plupart des actions sont résolues en comparant le résultat d'un dé à vingt faces (auquel on ajoute divers bonus et malus) à une valeur numérique appelée « facteur de difficulté » (FD) (aussi appelé « degré de difficulté » — DD). Cette notion s'applique à tous les jets de résolution d'action, y compris le combat (la classe d'armure étant une des composantes du FD) et les jets de sauvegarde.
Lors de la création du système, Monte Cook (en) a utilisé sa propre campagne, Ptolus (en). Cette campagne a été publiée en 2006 chez Malhavoc Press. Il ne s'agit pas à proprement parler d'un univers médiéval-fantastique comme la plupart des univers, mais d'un univers de science fantasy, ce qui pourrait expliquer que dans cette version, la magie puisse paraître comme un substitut à la technologie (les objets magiques sont courants et jouent le rôle des outils et machines contemporains).

### Dungeons & Dragons, édition 3.5
En 2003 sort l'édition 3.5 de Donjons et Dragons. Cette édition n'est qu'une révision de la précédente. Elle est élaborée en se fondant sur les FAQ (Foires aux questions) trouvées sur Internet (lorsqu'une FAQ a besoin d'être utilisée, c'est parce qu'un point de règle demeure incertain dans l'esprit des joueurs) et sur les recommandations des joueurs eux-mêmes.
Les auteurs profitent pour remettre à niveau dans le Manuel des joueurs certaines classes de personnages jugées trop ou pas assez puissantes. De plus, quelques sorts sont ajoutés et d'autres revus. Le Guide du maître, lui, est complètement réformé. Quant au Manuel des monstres, il subit de légères modifications quant à la présentation des monstres (le plus visible étant au niveau des attaques et des dégâts), et certains monstres sont rééquilibrés. De plus, pour certains monstres importants, comme le balor, le manuel donne un exemple de stratégie à suivre par la créature lors d'un combat.

### Dungeons & Dragons,4eédition
Le 6 juin 2008, la 4e édition de Donjons et Dragons, surnommée « 4E », sort simultanément aux États-Unis et en France. Le jeu est toujours produit par Wizards of the Coast, la traduction française étant assurée par l'éditeur Play Factory. Les personnages-joueurs progressent désormais sur 30 niveaux, découpés en trois échelons : « héroïque » (1-10), « parangonique» (11-20) (trois ou quatre voies parangoniques différentes pour chaque classe) et « épique » (21-30).
Concernant les classes et les peuples, les changements sont les suivants :
- quatre nouveaux peuples apparaissent : les Tieffelins, les Cristalliens, les Eladrins et les Drakéides ; les Tieffelins reprennent le nom d'un peuple décrit dans le Manuel des monstres et les Eladrins (ou Célestes) le nom de monstres célestes du même ouvrage ; à l'inverse, deux peuples disparaissent du livre de base : le semi-orque et le gnome) ;
- deux nouvelles classes de personnage apparaissent : le « maître de guerre » et le « sorcier » (le sorcier fait son apparition dans le Codex profane, livre de contenu supplémentaire de l'édition 3.5) ; par ailleurs, cinq classes disparaissent : le barbare, le barde, le druide, l'ensorceleur et le moine.

Cependant, la majorité de ces classes et peuples réapparaissent dans le Manuel des joueurs 2 ; dans la version française, l'ancien « roublard » redevient « voleur » (il reste le « rogue » dans la version américaine).
Cette édition de D&D a pour principal objectif de rationaliser les règles, comme suit : 
- les sortilèges et les aptitudes que les personnages peuvent utiliser lors des combats, toutes sources confondues, sont désormais déclinés en « pouvoirs » et rédigés sous une forme courte utilisant des mots-clés récurrents ;
- les rencontres deviennent beaucoup plus stratégiques dans la gestion des actions et dans les positionnements, ces derniers  deviennent très importants ; de plus, la plupart des portées et les distances courtes sont désormais exprimées en « cases » et non plus en mètres (1 case = 1,50 m de côté) ;
- les options de combat sont enrichies en intégrant certaines règles optionnelles de l'édition 3.5 (points d'action, récupération, etc.) ;
- les effets trop complexes à décrire ou problématiques pour le maître du donjon ont disparu ;
- la magie se divise en pouvoirs de combat ou utilitaires et en rituels, qui nécessitent un temps d'invocation et généralement des ingrédients ;
- les anciennes classes de prestige disparaissent pour être remplacées par les voies « parangoniques » ;
- le système de base est lui aussi légèrement remanié : pour les jets de dés, le credo est : « plus on fait, mieux c'est » (par rapport aux anciennes éditions ou il fallait réussir un jet de dés en dessous d'un chiffre maximum, comme lors des jets de sauvegarde par exemple).

Le magazine bimestriel Dragon Rouge, dont la sortie du numéro 1 a lieu le lendemain de celle du Manuel des joueurs, est le support officiel du jeu par Play Factory.

### Dungeons & Dragons5eédition
« D&D Next » est le nom du projet de la cinquième édition de Dungeons & Dragons. Durant la phase de développement, Wizards of the Coast met à disposition le projet des règles, accompagnés de scénarios, pour avoir un retour de la part des joueurs. Le nombre de joueurs ayant participé au test est estimé à 175 000.
Les règles évoluent sur plusieurs points à partir de la première mise à disposition. La publication commerciale de la cinquième édition est annoncée pour l'été 2014, et le jeu sort simplement sous le nom de Dungeons & Dragons ; cette édition est, à l'instar de son prédécesseur, surnommée « 5E ».
En juillet 2014, l'éditeur met en téléchargement gratuit une version simplifiée des règles, sous le titre Basic Rules,. Cette version ne contient, par exemple, que quatre peuples (humains, halfelin, nains, elfes) et quatre classes (guerrier, prêtre, roublard et magicien). Les premiers ouvrages paraissent la même année.
En janvier 2016, Wizards of the Coast met le document de référence du système (DRS ou SRD, system reference document) en téléchargement gratuit et sous licence ludique libre (OGL) ; deux éditeurs français annoncent qu'ils vont traduire le DRS et développer un produit propre : Dragons, le jeu de rôle pour Studio Agate et Héros & Dragons pour Black Book Éditions. Le 21 mars 2017, l'éditeur américain annonce que la gamme sera traduite dans d'autres langues sous la responsabilité de Gale Force Nine (GF9).
Le 12 mars 2017, l'éditeur annonce le lancement du projet D&D Beyond qui se veut un ensemble d'outils numériques sur différents types d'appareils pour aider à la gestion de parties,.
Du point de vue de la mécanique de jeu, les auteurs ont décidé de limiter les bonus aux jets de dés (concept appelé bounded accuracy). Ainsi, la montée en niveaux des personnages n'entraîne pas une montée en puissance illimitée, ce qui permet de maintenir un suspense dans les combats et autres oppositions. En particulier, un personnage de haut niveau peut être submergé par une horde de créatures de faible niveau.

## Traductions en français
| Numéro d'édition | Date      | Surnoms                            | Éditeur                                                                          | Notes |
| ---------------- | --------- | ---------------------------------- | -------------------------------------------------------------------------------- | --- |
| 1                | 1977-79   | Jeux Descartes (Peter Watts)       | TSR US                                                                           | feuilles (traduites par des étudiants en Sorbonne) photocopiées de la boîte en version originale anglophone, achetée via Don Turnbull de TSR Europe |
| 1                | 1977      | Holmes                             | Avalon Hill                                                                      | feuilles photocopiées dans la boîte en version originale                                                                                            |
| 1                | 1983      | Moldvay, B/X                       | TSR/Transecom                                                                    | uniquement la boîte 1 |
| 1                | 1985      | Mentzer, BECMI, boîtes rouge/bleue | TSR/Transecom                                                                    | uniquement les boîtes 1 à 3 |
| 1                | 1991      | boîte noire                        | Hexagonal                                                                        | le Rules Cyclopedia n'est pas traduit |
| 1                | 1987-1988 | AD&D                               | TSR/Transecom                                                                    | |
| 2                | 1991-1994 | AD&D2                              | TSR/Transecom                                                                    | |
| 2                | 1996-1999 | AD&D2.5                            | Jeux Descartes                                                                   | |
| 3                | 2001-2002 | D&D3                               | Spellbooks (Asmodée)                                                             | |
| 3                | 2003-2007 | D&D3.5                             | Spellbooks (Asmodée)                                                             | |
| 4                | 2008-2013 | D&D4, 4E                           | Play Factory                                                                     | |
| 5                | 2017-     | D&D5, 5E                           | Black Book Éditions (2017-2019) Asmodee (2019-2021) Wizards of the Coast (2021-) | |

La boîte Basic Set « Holmes » de 1977 est vendue en France et certaines boîtes contiennent une traduction sous la forme de feuilles volantes photocopiées. Cette traduction que l'on a longtemps considérée comme « pirate » serait en fait l'œuvre de l'éditeur Avalon Hill.
Un livre français, appelé Donjons & Dragon, le jeu de rôle et de stratégie de la nouvelle génération (Mathilde Maraninchi) est paru en 1982. Il s'agit d'un jeu de rôle indépendant, bien que très inspiré par D&D, édité sans l'aval de TSR et donc en violation avec la propriété intellectuelle,,,.
En 1983, la boîte magenta « Moldvay », « Manuel de base avec module d'introduction », est traduite mais la publication est de qualité médiocre. Puis en 1985, la trilogie Basic Set, Expert Set et Companion Set est traduite et publiée par Transecom sous la forme de trois boîtes :
- Donjons et Dragons Règles de base — Boîte 1, surnommé « la boîte rouge » et contenant deux livrets (Livret du maître du donjon et Manuel des joueurs) et un jeu de dés ;
- Donjons et Dragons Règles expert — Boîte 2, surnommé « la boîte bleue » et contenant deux livrets (un livret de règles et le module X1) ;
- Donjons et Dragons Règles compagnon — Boîte 3 (sans surnom, la boîte étant également bleue), contenant deux livrets (un pour les joueurs et un pour le maître du donjon).

La boîte noire de 1991 est traduite par Hexagonal sous le nom Donjons et Dragons, le jeu.
Les règles avancées (AD&D) sont traduites en 1987 par Transecom. Le même éditeur traduit la deuxième édition. L'édition révisée dite « 2.5 » est traduite par Jeux Descartes en 1996.
Les éditions 3.X sont traduites et publiées par Spellbooks (Asmodée) l'année même de leur publication en version originale, donc en 2001 pour D&D3 et 2003 pour D&D3.5. La quatrième édition est traduite et publiée par Play Factory l'année de sa publication en VO, en 2008.
Concernant l'édition 5, dans un premier temps (2014), Wizards of the Coast ne cède aucune licence de traduction. Lorsqu'en 2016 ils publient le DRS sous licence ludique libre, deux éditeurs français lancent une campagne de financement participatif pour financer la traduction de ces règles : Black Book Éditions, sous le nom Héros & Dragons, sur leur propre plateforme de financement,, et Agate RPG (éditeur des Ombres d'Esteren), sous le nom Dragons, le jeu de rôle, sur la plateforme Ulule,.
En 2017, c'est l'éditeur Black Book Éditions qui obtient la licence de traduction de D&D5 auprès de Gale Force 9,,,. Le 23 décembre 2019, l'éditeur annonce qu'il ne peut plus vendre les ouvrages. En février 2020, la licence échoit à Asmodee mais en juin 2021, Wizards of the Coast annonce qu'elle supervisera elle-même les traductions en français sans recourir à la sous-traitance,.

## Les mondes deDonjons et Dragonset leurs inspirations
Donjons et Dragons a la particularité de ne pas proposer un décor de campagne (univers de jeu) étoffé dans ses livres de base. Ces univers sont développés dans de nombreux suppléments annexes. L'ensemble de ces univers de jeu est nommé le Multivers, car la réalité et les univers de Donjons et Dragons peuvent être multiples et interconnectés.

### Inspirations

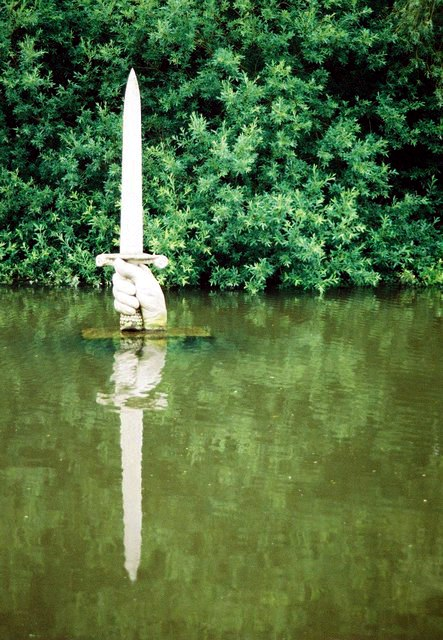
L'épée Excalibur brandie par la Dame du Lac (mythe Arthurien). Statue sise au lac Kingston Maurward en Angleterre.

D'après un entretien donné par Gary Gygax en 1985, la première édition de Donjons et Dragons s'est inspirée avant tout d'auteurs de fantasy américains, notamment Robert E. Howard, L. Sprague de Camp, Fletcher Pratt (en), Fritz Leiber, Poul Anderson, Abraham Merritt et H. P. Lovecraft. L'influence de J. R. R. Tolkien, auteur du Seigneur des anneaux, est minime et fut motivée par la demande des joueurs et l'immense succès de l'œuvre.
Le jeu s'inspire également, de façon plus indirecte et dans une moindre mesure, des mythes antiques (mythologie gréco-romaine) et médiévaux (la légende arthurienne, l'épopée Beowulf et la mythologie nordique) ainsi que de contes et de légendes de continents variés (Les Mille et Une Nuits).
Certaines de ces inspirations sont approfondies pour un univers en particulier. Ainsi Ravenloft s'inspire principalement des histoires de vampires et de la littérature gothique européenne, Al-Qadim s'inspire de la culture perse et des Mille et une nuits, etc. Le concept de Multivers s'inspire des romans et nouvelles d'auteurs de fantasy comme Michael Moorcock.
Les études décoloniales critiquent un jeu à l'imaginaire masculin médiéval-fantastique anglo-saxon qui renvoie à l'exotisme les autres civilisations, qui n'attire essentiellement qu'une jeunesse aisée et blanche. Son imaginaire est de fait influencé par la lecture de Conan le Barbare (Robert E. Howard, 1932) par Gary Gygax, ainsi que du Héros aux mille et un visages (Joseph Campbell, 1949) — ouvrage très orienté par les visions eurocentrées de Mircea Eliade et Carl Gustav Jung — par l'illustrateur Ed Greenwood, mais l'historien William Blanc souligne toutefois les dimensions libertaire et révolutionnaire du jeu dont l'objectif central est de chasser un seigneur de son donjon.

### Univers générique

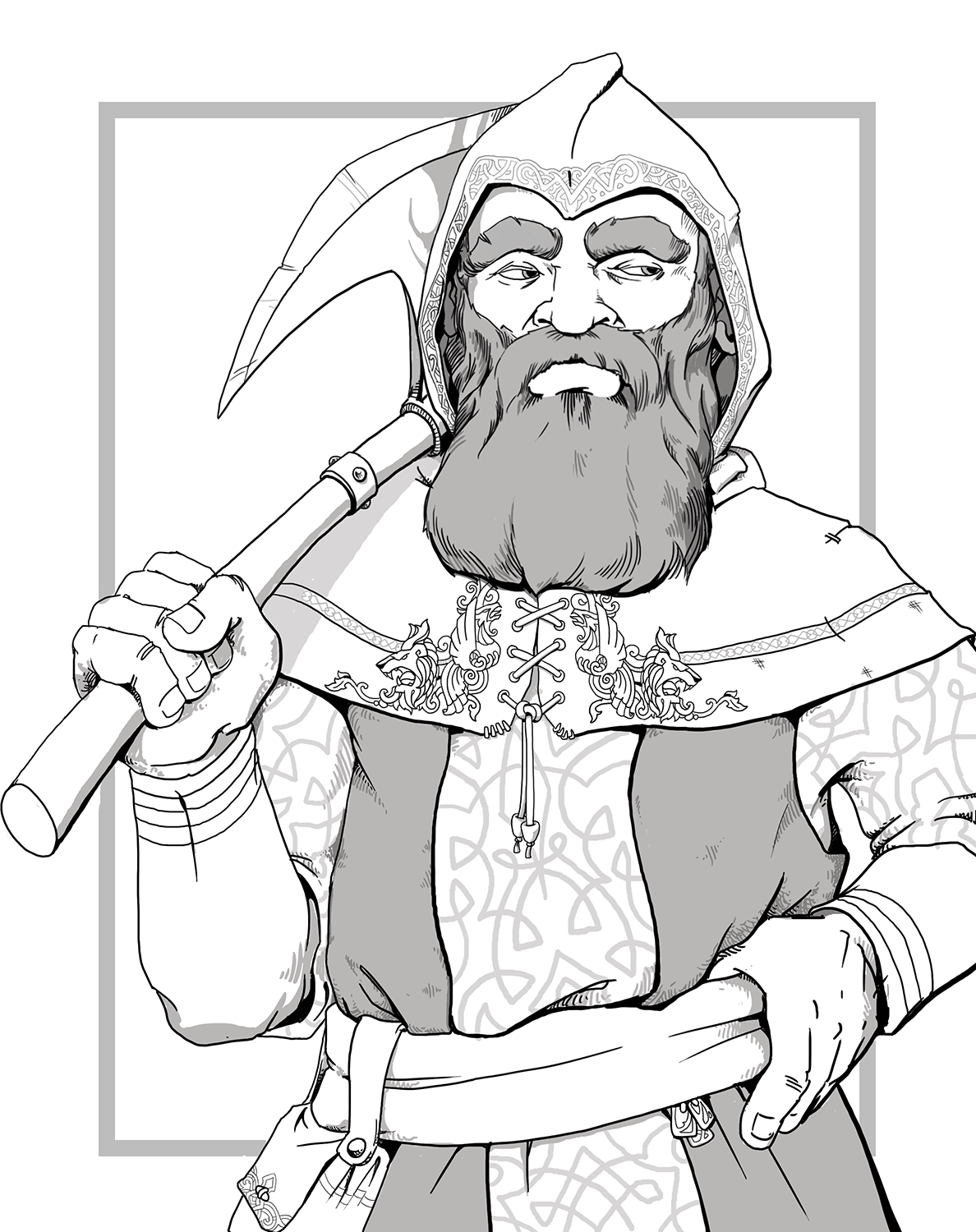
Un nain dans l'univers de Donjons et Dragons.

Si aucun univers n'est décrit dans les règles de base (Manuel des joueurs, Guide du maitre, Manuel des monstres), il se dessine toutefois une sorte « d'univers générique », parfois appelé dungeonverse (mot-valise entre dungeon et universe).
C'est un univers de type fantasy, avec :
- des peuples et animaux fabuleux : elfes, orques, nains, dragons, etc. ;
- une magie qui permet de vaincre les lois de la nature ;
- des dieux qui interagissent avec le monde, ne serait-ce qu'en accordant des pouvoirs à leurs prêtres ;
- des dimensions parallèles, où vivent les dieux, les démons et de manière générale les « extérieurs », et auxquels on peut accéder par des sorts, par exemple Porte dimensionnelle ;
- un niveau technologique de type médiéval (absence de la poudre à canon et de la machine à vapeur).

Par ailleurs, les règles évoquent certains noms de personnages ; en particulier, des magiciens ayant donné leur nom à de nombreux sorts (Bigby, Drawmij, Léomund, Melf, Mordenkainen, Nystul, Otiluke, Otto, Rary, Serten, Tenser, etc.).
Au fil des éditions, des univers plus originaux ont été créés par les scénaristes du jeu. Beaucoup sont ainsi très éloignés du traditionnel médiéval-fantastique.

### De multiples univers originaux
De nombreux univers originaux ont été développés sous forme de suppléments comme cadres de campagne pour Donjons et Dragons, par divers éditeurs et revues.
En voici une liste non exhaustive, dans l'ordre chronologique d'apparition.
- années 1970 : Blackmoor (en), le tout premier univers et cadre de campagne pour D&D créé par Dave Arneson, dans lequel il dirigeait ses parties en tant de MD (Maître de donjon).
- 1975 : Forgotten Realms (Royaumes Oubliés en français), le cadre de campagne créé par Ed Greenwood, où sont situés les univers suivants :
  - Royaumes Oubliés ; univers de type heroic fantasy, continent de Féerune ;
  - 1985 : Oriental Adventures (en) ; univers de type Extrême-Orient, continent de Kara-Tur ;
  - 1991 : Maztica Campaign Set (en) ; univers de type conquête du Nouveau Monde ;
  - 1992 : Al-Qadim (en) ; univers de type « Mille et une nuits », continent de Zakhara ;
  - 1994 : Council of Wyrms (en) ;
  - 1996 : Netheril: Empire of Magic (en).
- 1980 : Greyhawk (Faucongris en français) ; l’univers de campagne créé par Gary Gygax dans lequel il dirigeait ses parties en tant de MD.
- 1981–1996 : Mystara, une série de suppléments pour les règles de base de D&D et développé dans la série des Gazetteers (en) ; supplément pour la 3e édition de D&D ; une partie de ce monde a d'ailleurs été développée à part. Dans celui-ci sont situés les univers suivants : 
  - 1990 : Hollow World (en) ; monde à l'intérieur de la planète creuse qui compose Mystara. Tout au centre de la planète, les dieux ont créé un soleil. Les nations du Hollow World vivent sur la surface interne de Mystara ;
  - 1994 : Red Steel (en).
- 1983 : Ravenloft ; univers de type « horreur gothique ».
- 1984 : Dragonlance (Lancedragon en français) ; univers épique basé sur les dragons[80].
- 1989 : Spelljammer ; univers de type space fantasy.
- 1991 : Dark Sun ; univers de type dark fantasy.
- 1994 : Masque of the Red Death and Other Tales (en) ; univers de type fantasy urbaine similaire à La Ligue des gentlemen extraordinaires ; basé sur la nouvelle Le Masque de la mort rouge d'Edgar Allan Poe.
- 1994 : Planescape, le décor de campagne de David « Zeb » Cook (en) (designer de la seconde édition de AD&D) ; univers centré sur les voyages interdimensionels.
- 1995 : Birthright ; univers où les joueurs incarnent des rois et des dirigeants.
- 2002 : Eberron ; univers de type steampunk.
- 2003 : Ghostwalk (en).

D'autres univers créés par des compagnies autres, sous licence :
- 1994 : Kingdoms of Kalamar ; univers de type low fantasy réaliste ;
- 1997 : le monde de Rokugan pour le jeu Le Livre des cinq anneaux, dans le Guide de l'Orient (adaptation pour la 3e édition d'AD&D de l’Oriental Adventures (en) original) ; univers de type médiéval fantastique au Japon ;
- 2001 : Arcanis (en) ; continent d'Onara ;
- 2003 : Midnight ; univers sur la Résistance dans un monde conquis par le mal ;
- 2006 : Ptolus (en), monde utilisé pour développer et tester la 3e édition d'AD&D.

On peut aussi citer le décor de campagne de la ville de Laelith par le magazine français Casus Belli, ou le supplément Les Terres Balafrées de l'éditeur Sword and Sorcery Studios (en). Par ailleurs, l'univers aux frontières de la fantasy urbaine, de l'horreur et de la SF de la série télévisée Stranger Things est basée sur l’univers de D&D.
Certains de ces univers font même l'objet de romans ; notamment Lancedragon, Royaumes oubliés et Ravenloft.
Ces multiples univers de jeu permettent aux maîtres du donjon et à leurs joueurs de se placer dans un contexte qui leur plaît, car l'époque, la technologie, l'histoire ou les cultures présents dans ces mondes sont variés et adaptables.
Certains adeptes de D&D préfèrent même créer leurs propres mondes, afin de les adapter à leurs besoins propres. Certains de ces mondes sont d'ailleurs disponibles sur Internet. Les décors de campagne sont le plus souvent accompagnés de nombreuses modifications apportées au jeu (nouveaux monstres, pouvoirs, etc.) et de détails pratiques.

### Bestiaire

Quelques monstres génériques de l’univers de Donjons et Dragons
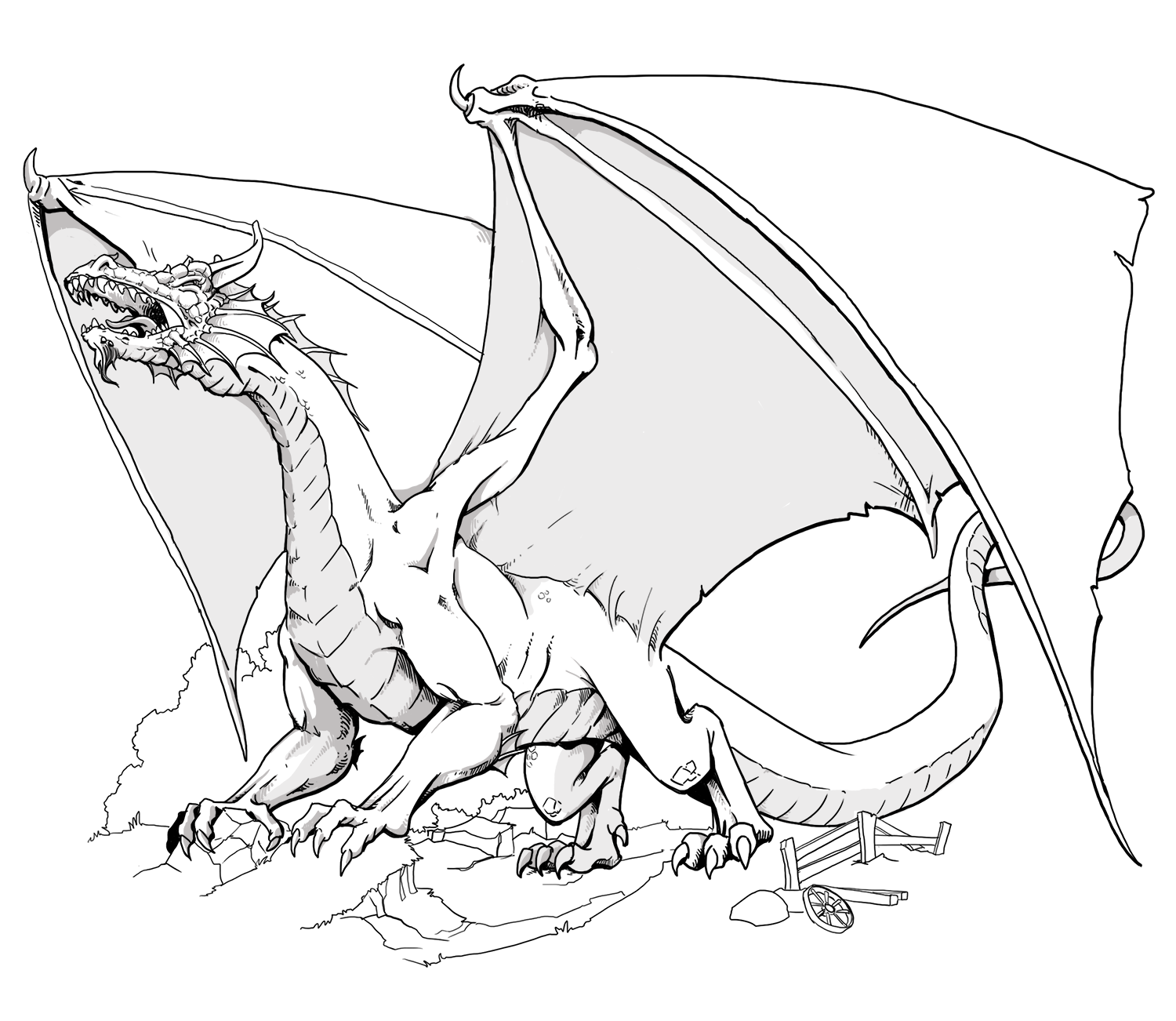
Dragon.
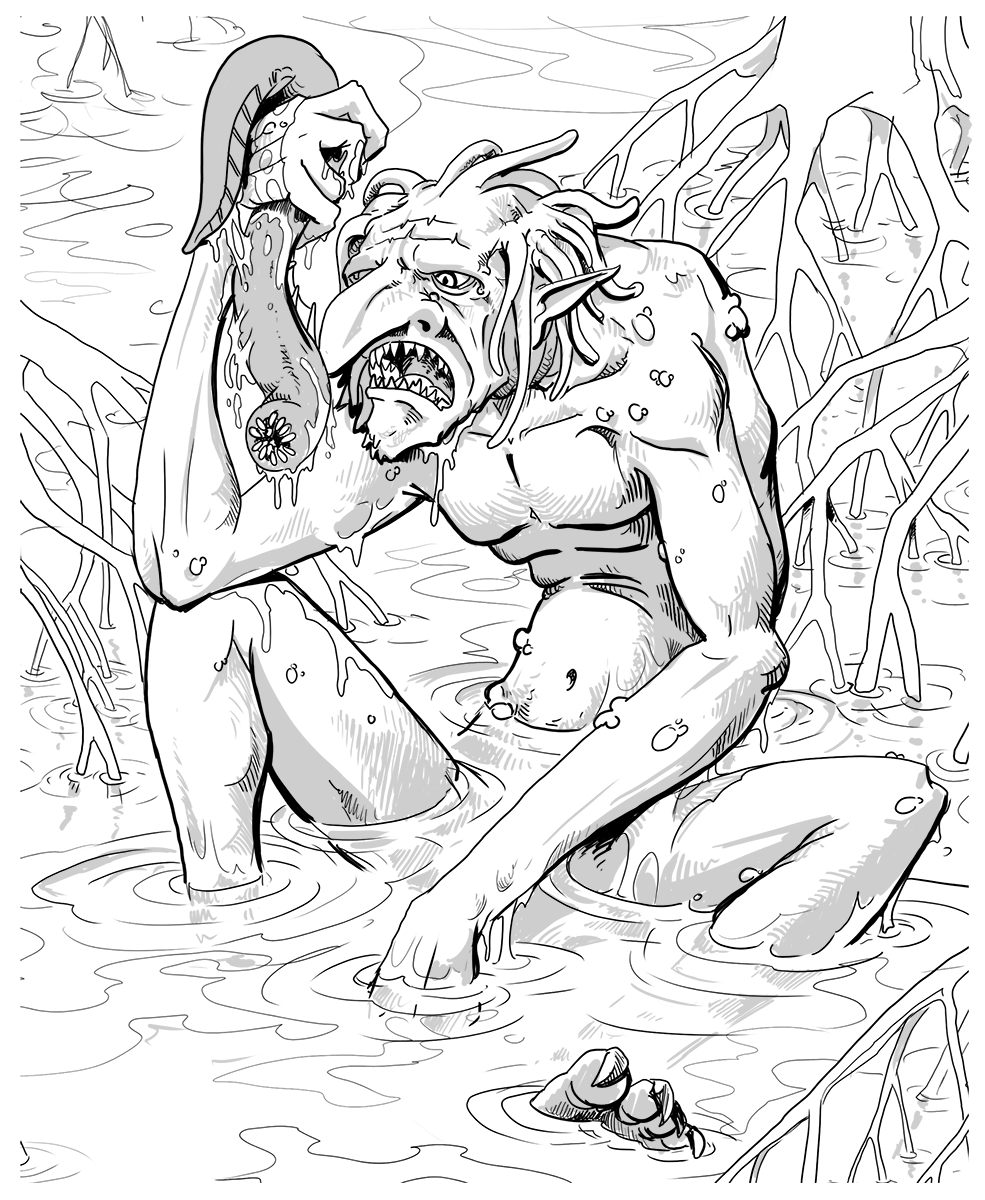
Troll.
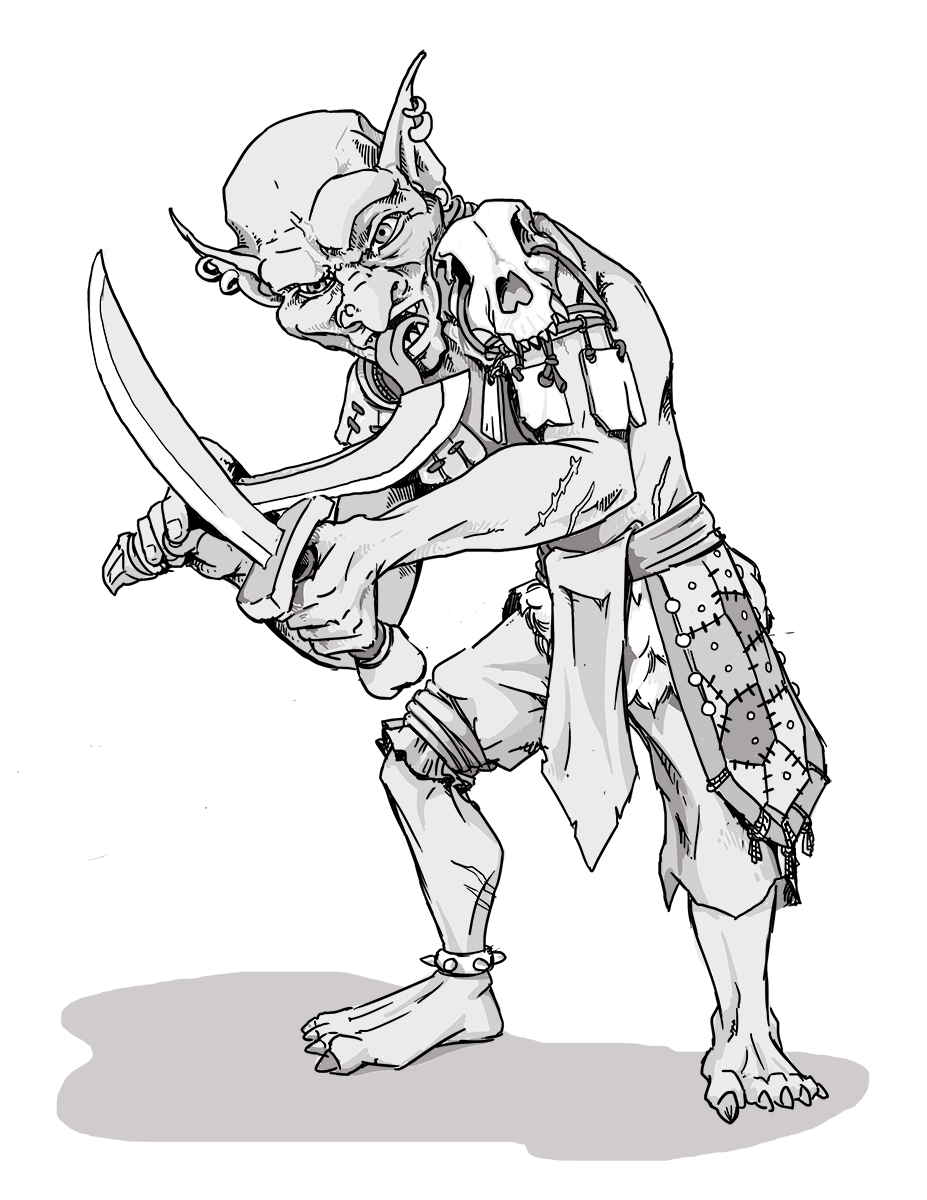
Gobelin.
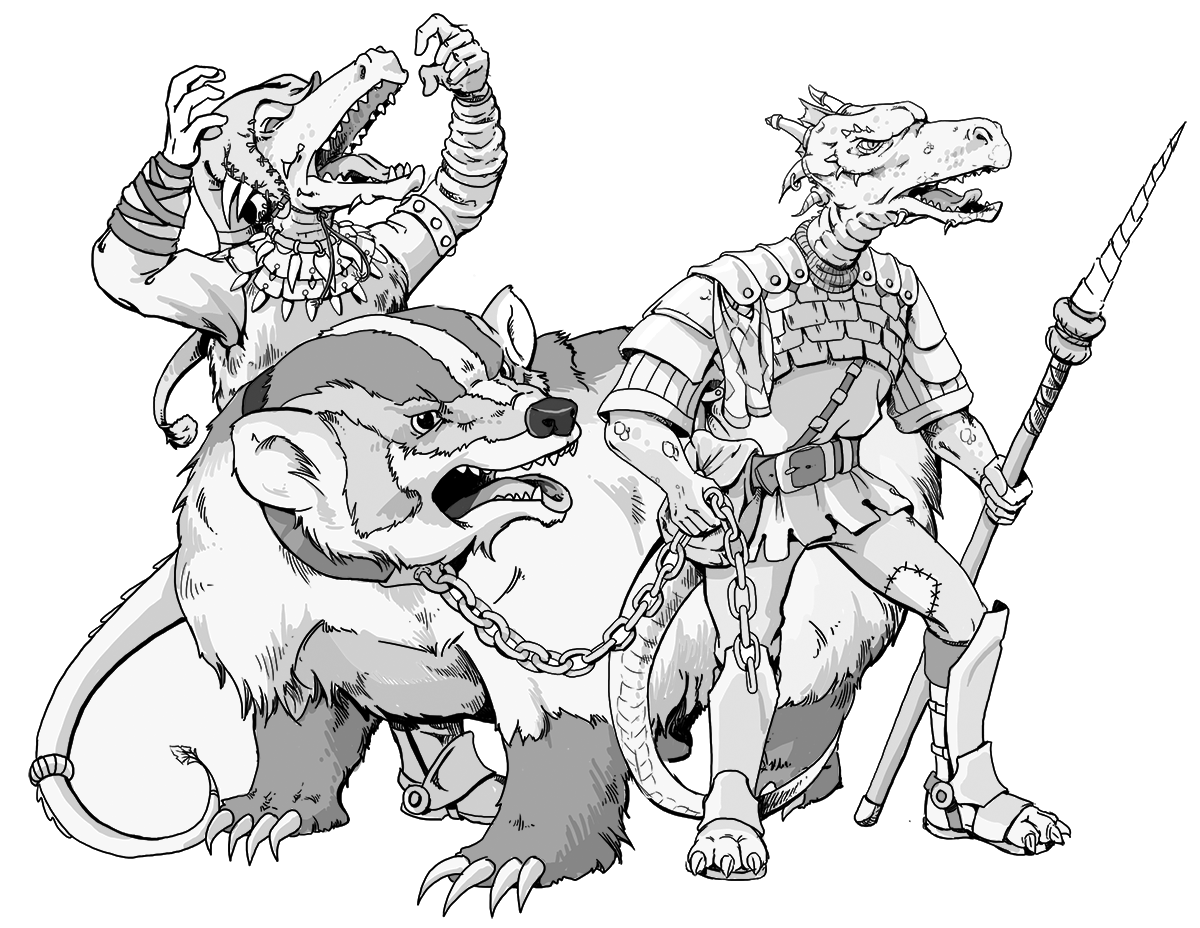
Kobolds.
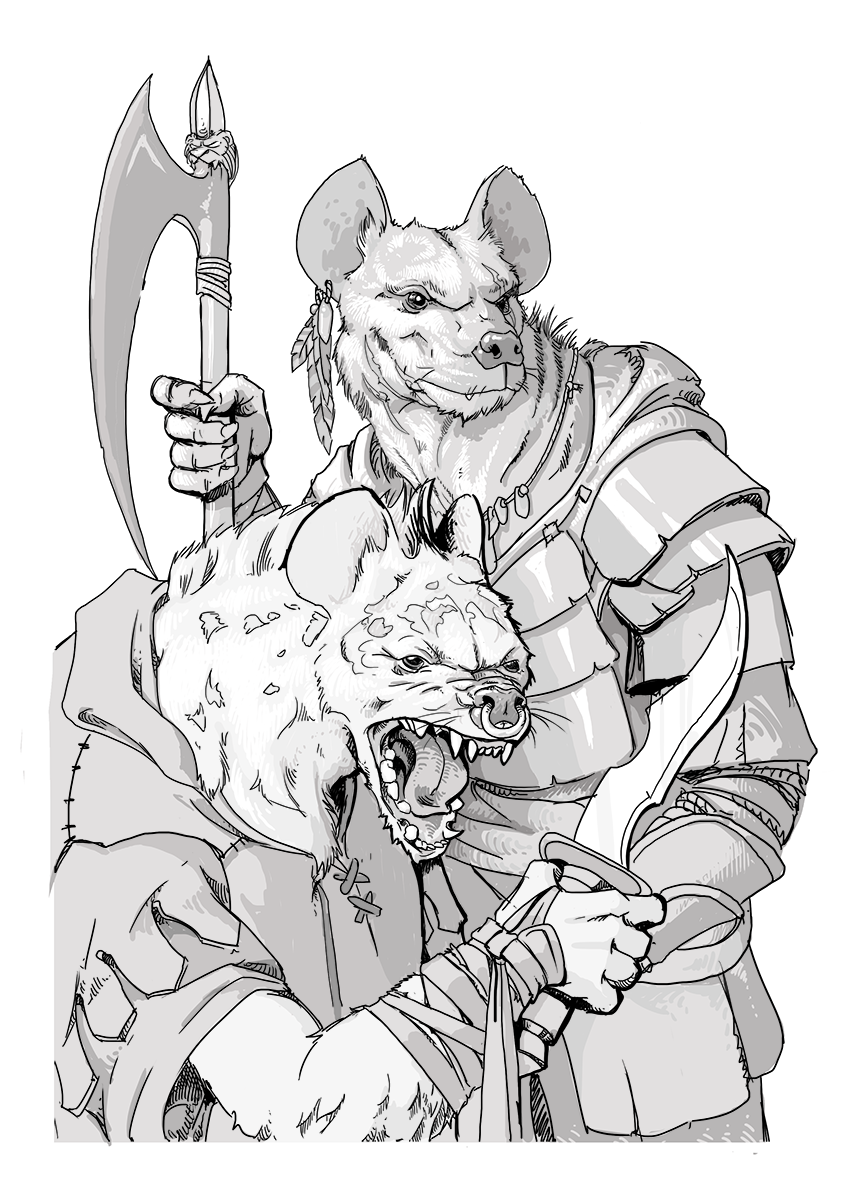
Gnolls.
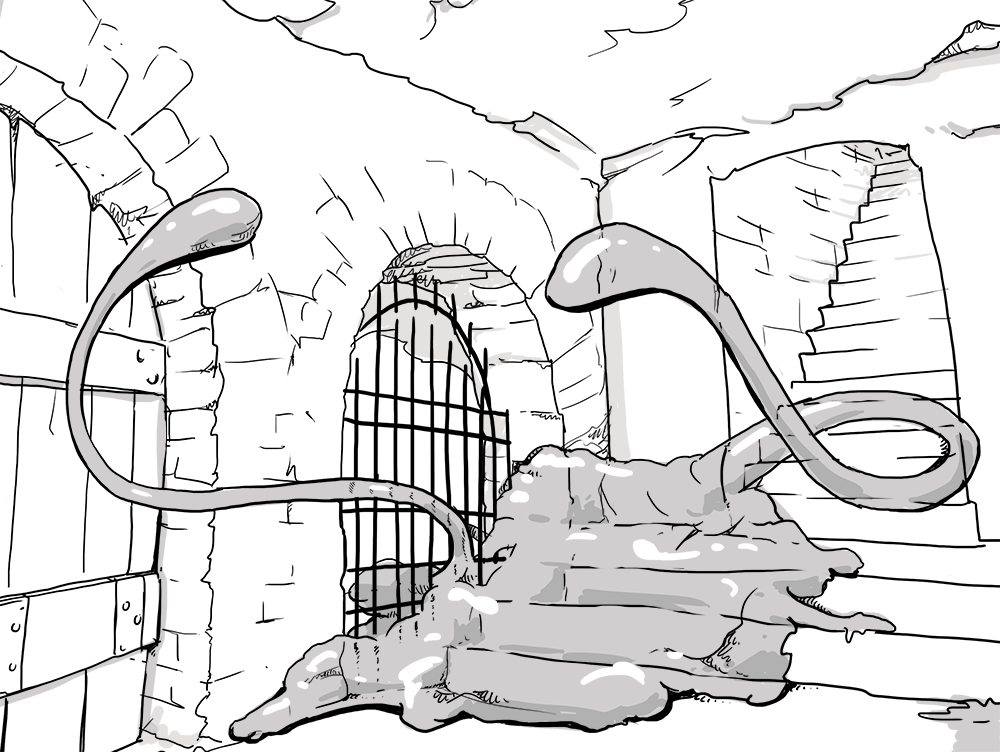
Gelée ocre.

## Spécificités

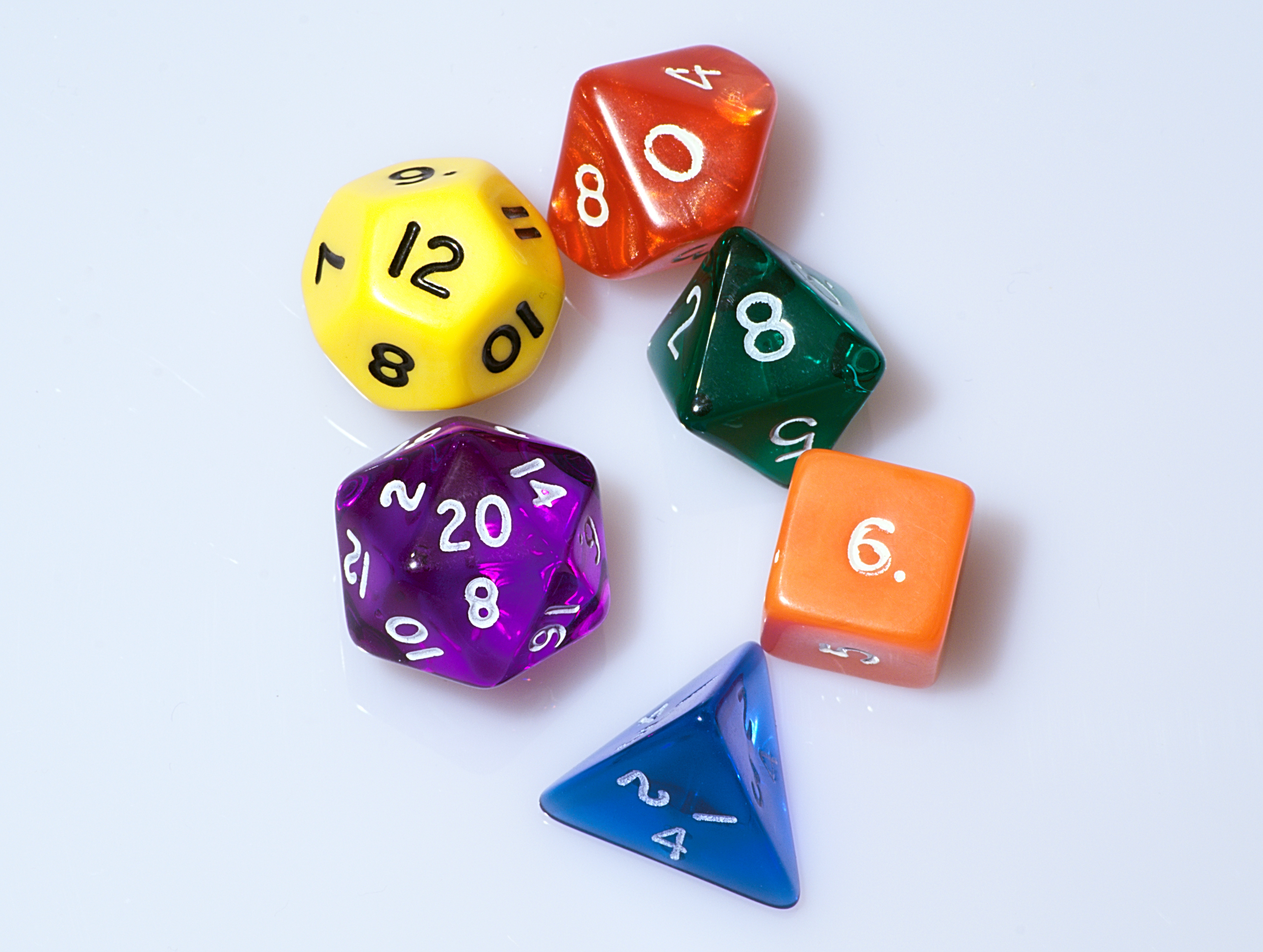
Les différents dés spéciaux polyédriques utilisés dans le jeu.

Outre le jargon habituel des jeux de rôle (cf. le lexique du jeu de rôle), qu'il a largement influencé dans les premiers temps, Donjons et Dragons possède un vocabulaire particulier marqué par des abréviations et des anglicismes.

## Accueil critique
Donjons et Dragons est le premier jeu de rôle sur table : il joue donc un rôle décisif dans l'apparition de ce type de jeu et est mentionné à ce titre dans les études retraçant l'histoire de ce loisir,. La première édition du jeu connaît un succès fulgurant qui amène rapidement d'autres éditeurs à lancer leur propre jeu sur le même principe.
En France, où le jeu est diffusé bien avant la publication complète d'une traduction française, les premières éditions de Donjons et Dragons doivent rapidement faire face à la concurrence d'autres jeux américains (comme Chivalry and Sorcery en 1977 ou Runequest en 1978) ou français (L'Ultime Épreuve et Légendes en 1983). Dans un comparatif publié en février 1985 dans la revue de jeux de simulation Casus Belli, Martin Latallo donne une appréciation assez critique au sujet des trois livres de base composant Advanced Dungeons & Dragons. Le jeu lui paraît très cher puisqu'il faut trois livres à 135 francs de l'époque pour commencer et qu'un supplément est indispensable pour disposer d'un univers. La mise en page des livres lui semble « moyenne, voire mauvaise dans le Dungeon Master's Guide » avec des « dessins médiocres ou bâclés ». La clarté des informations est inégale, bonne dans le Monster Manual mais mauvaise dans le Dungeon Master's Guide. La jouabilité lui paraît bonne, sauf quand on applique toutes les règles, mais il le juge peu réaliste. Les règles de combat lui semblent rapides quand on n'utilise pas toutes les règles mais le corps à corps « injouable ». Il remarque également un problème d'équilibrage entre les différents types de personnages jouables. Les monstres sont décrits façon « catalogue de la Redoute » et lui semblent incohérents et peu approfondis. Il note cependant que c'est le jeu le plus joué « parce que simple et marrant (plein de combats, de monstres, d'objets magiques) mais la quantité ne fait pas la qualité ». Il est beaucoup plus convaincu par la boîte Basic D&D publiée également par TSR, mieux présentée, clairement expliquée, jouable quoique peu réaliste, et dont les personnages sont équilibrés à défaut d'être très approfondis. La traduction française du D&D Expert Set, parue courant 1985, reçoit un bon accueil dans Casus Belli : Jean Balczesak y salue un coffret aux règles « superbes » qui « offrent au passionné tout ce qu'il pouvait attendre », mais il regrette quelques lourdeurs de traduction, le caractère très tardif de cette traduction et son prix très élevé.
Au milieu des années 1980, Donjons et Dragons est ainsi accessible aux joueurs francophones sous la forme d'une boîte de base rouge pour l'initiation et des règles « Expert ». Dans un comparatif avec la traduction française du jeu allemand L'Œil noir dans Casus Belli en mai 1986, Jean Balczesak note que D&D reste « un très grand jeu » mais qu'il « pose parfois des problèmes aux débutants » en raison de règles massives, mal organisées et accompagnées de peu de conseils. Il lui reproche surtout son prix et les limitations de la boîte de base (qui ne permettait de faire progresser les personnages que jusqu'au niveau 3).
La piètre qualité de la mise en page, des couvertures et des illustrations intérieures des premières éditions de base de Donjons et Dragons est notoire et c'est la multiplication de concurrents qui contraint peu à peu TSR à faire des efforts sur la présentation, notamment au moment de la réédition de la deuxième version d’Advanced Dungeons & Dragons en 1995-96,.
La structure habituelle des premiers scénarios proposés par le jeu consiste à explorer un « dungeon », c'est-à-dire un réseau de salles souterraines, pour y affronter des monstres afin d'y découvrir des trésors. Ce type d'aventure connaît d'abord beaucoup de succès, mais s'attire de plus en plus de critiques à mesure que les joueurs et les créateurs recherchent des univers plus fouillés et des aventures plus variées : elle devient le stéréotype du porte-monstre-trésor, dont le sociologue Olivier Caïra remarque en 2007 qu'il est devenu « honni de la plupart des critiques de jeu de rôle français ».
En 2016, Donjons et Dragons rejoint le National Toy Hall of Fame du Strong National Museum of Play avec d'autres jeux populaires sélectionnés pour leur caractère iconique, leur longévité, innovants et favorisant la découverte, la créativité et l'apprentissage.

## Le mouvement du D&D «à l'ancienne» et les rétro-clones

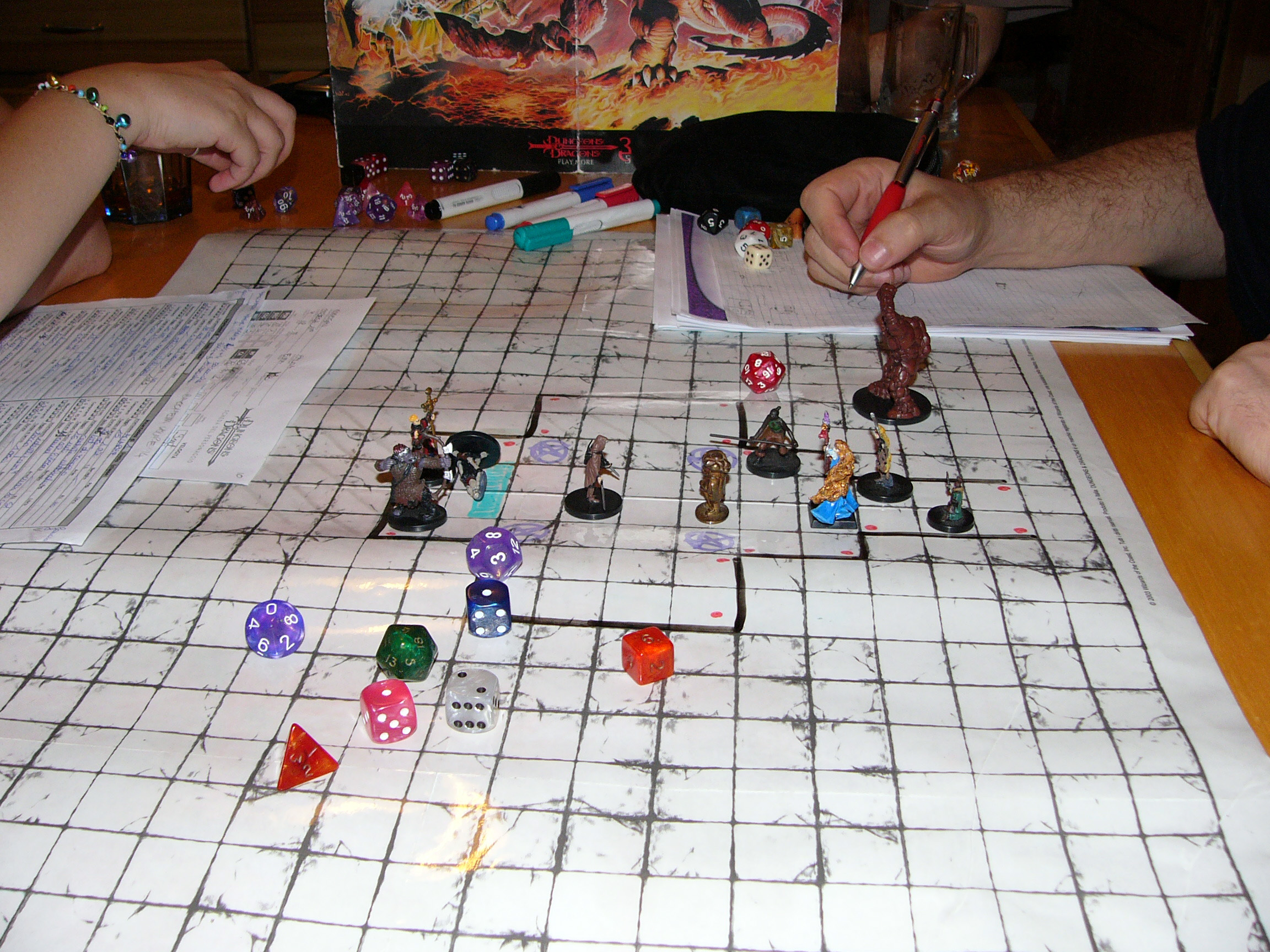
Exemple d'une partie classique typique de Donjons et Dragons : le « Porte-monstre-trésor » ; figurines, tableau blanc quadrillé effaçable à sec, paravent et feuilles de personnages.

Au fil des éditions successives, des groupes de joueurs ont préféré continuer à jouer avec les éditions antérieures. Les raisons peuvent être autant ludiques (préférence pour un système, habitudes de jeu, campagnes en cours) ou économiques (investissement important dans une gamme de suppléments). Depuis quelques années est apparu un véritable mouvement « à l'ancienne » — mais on utilise plus volontiers le terme anglais old school —, comparable à la mode vintage par certains aspects. Il s'agit d'un regain d'intérêt pour les anciennes éditions de Donjons et Dragons, non pas comme objets de collection, mais comme systèmes de jeu utilisables. La nostalgie joue un rôle évident chez les joueurs les plus âgés, mais certains joueurs « à l'ancienne » emploient des systèmes de jeu parfois antérieurs à leur propre naissance. La simplicité et la spontanéité, par rapport à la relative complexité des 3e et 4e éditions, est un argument fréquemment avancé.
Castles & Crusades, qui a bénéficié du soutien de Gary Gygax, est un exemple de simplification du système d20 (c'est-à-dire de la partie sous licence ludique libre (OGL) de l'édition 3) effectuée afin d'obtenir une ambiance proche de celle d'AD&D 1re édition. Certains joueurs recherchent principalement cette ambiance « à l'ancienne », mais apprécient les éditions récentes. Le slogan de l'éditeur Necromancer Games, « 3rd edition rules, 1st edition feel » (les règles de la 3e édition, l'ambiance de la 1re) est typique de cet état d'esprit.
La licence OGL, liée à l'édition 3, permet d'employer une large partie des concepts fondamentaux pour écrire des scénarios, des univers de jeux ou encore des jeux dérivés de Donjons et Dragons. Elle a été largement mise à profit pour créer des « retroclones », selon l'expression proposée par Daniel Proctor, et largement reprise au sein du mouvement. Il s'agit, en employant la licence OGL pour résoudre les questions de droits d'auteurs, de réécrire ces éditions antérieures, afin de les rendre largement disponibles. Swords & Wizardry reprend ainsi le système de l'édition de 1974 (dite OD&D ou encore E0). Labyrinth Lord, de Daniel Proctor, propose de recréer l'édition de Tom Moldvay et Frank Mentzer, avec quelques modifications mineures. OSRIC (Old-School Reference and Index Compilation) est une reprise de la 1re édition de AD&D, avec quelques éléments en moins, comme les pouvoirs psioniques, les bardes et les moines.
À noter qu'une adaptation française de Labyrinth Lord existe depuis quelques années : Portes, Monstres et Trésors (PMT) par James Manez « Arasmo ». La traduction française est téléchargeable gratuitement ou disponible en impression à la demande. Autre projet français, Aventures fantastiques de Nicolas Dessaux cherche à faire une synthèse des éditions avancée et basique des années 1980. Le même auteur publie également un autre jeu, Épées et Sorcellerie, qui cherche plutôt à faire la synthèse de jeux des années 1970 : le Donjons et Dragons originel du début des années 1970 et son ancêtre Chainmail.
D'autres systèmes prennent plus de liberté avec les anciennes éditions, tout en reprenant l'esprit : Basic Fantasy est proche de l'édition Moldvay / Mentzer, mais conserve quelques traits spécifiques du système d20, tandis que Hackmaster, issu de la bande dessinée Knights of the Dinner Table (Les Chevaliers de la table à diner, parodie de joueurs de Donjons et Dragons), est une version hypertrophiée de la première édition d'AD&D. Ces jeux sont généralement eux-mêmes en large partie ou totalement sous licence OGL, ce qui permet de nombreuses variantes et adaptations, ainsi que la publication de suppléments indépendamment de l'éditeur initial. En 2010, New Haven games publie le Starter set de Myth & Magic, un remake de la deuxième édition d'AD&D,.
Enfin, la sortie de la 4e édition Wizards of the Coast a introduit la GSL (Game System License) qui est significativement plus restrictive que l'OGL. Ceci a poussé certains éditeurs qui publiaient auparavant des produits basés sur la 3e édition, à prendre la décision de continuer à supporter les règles de la 3e édition, et entrer ainsi en concurrence frontale avec Wizards of the Coast. C'est notamment le cas de Paizo avec son Pathfinder-RPG (VF publiée par Black Book Éditions).

## Illustrateurs
De nombreux illustrateurs se sont succédé pour illustrer les livres de règles et les multiples suppléments du jeu. On peut citer notamment (liste non-exhaustive) :
- Attila Adorjany
- Tim Bradstreet
- Gerald Brom
- Clyde Caldwell
- Carl Critchlow
- Liz Danforth
- Stephen Daniele
- Tony DiTerlizzi
- Dave Dorman
- Jeff Easley
- Bob Eggleton
- Steve Ellis
- Larry Elmore
- Stephen Fabian
- Karen Wynn Fonstad
- Fred Fields
- Jon Foster
- Frank Kelly Freas
- Donato Giancola
- Daniel Horne
- Frazer Irving
- Paul Jaquays
- Michael William Kaluta
- Dana Knutson
- David S. LaForce
- Rob Lazzaretti
- Vince Locke
- Todd Lockwood
- Rowena Morrill
- Erol Otus
- Keith Parkinson
- Roger Raupp
- Wayne Reynolds
- Jim Roslof
- Mark Smylie
- Ron Spencer
- Matt Stawicki
- David C. Sutherland III
- Jean Pierre Targete
- Ben Templesmith
- David A. Trampier
- Susan Van Camp
- Kev Walker
- Michael Whelan
- Bill Willingham
- Stephen Youll
- James Zhang
- Valerie Valusek

## Distinction
- Origins Award meilleur jeu de rôle 2000

## Produits dérivés et adaptations

### Cinéma
- 2000 : Donjons et Dragons de Courtney Solomon
- 2005 : Donjons et Dragons : La Puissance suprême de Gerry Lively (en)
- 2012 : Donjons et Dragons 3 : Le Livre des ténèbres de Gerry Lively
- 2023 : Donjons et Dragons : L'Honneur des voleurs (Dungeons & Dragons: Honor Among Thieves) de Jonathan Goldstein et John Francis Daley

### Télévision
- 1983 : Le Sourire du dragon de John Gibbs (série d’animation).

### Romans
- depuis 1986 : série de romans Lancedragon (Dragonlance).
- depuis 1994 : série de romans Royaumes oubliés (Forgotten Realms).
- depuis 1995 : série de romans Ravenloft.

### Jeux de société
- 1980 : Dungeons and Dragons : Le Labyrinthe électronique, jeu électronique avec figurines édité par Mattel Electronics[100].
- depuis les années 1990 : Dragon Dice (en), jeu de dés à collectionner édité par TSR.
- 1994 : Spellfire, jeu de cartes à collectionner édité par TSR.
- 1995 : Blood Wars (en), jeu de cartes à collectionner édité par TSR.
- 2003 : Dungeons & Dragons, jeu de plateau d'aventures fantastiques édité par Parker[101] (2 extensions). Inspiré de HeroQuest.
- 2003-2011 : Dungeons & Dragons Miniatures Game, jeu de figurines pré-peintes à collectionner.
- depuis 2007 : Le Jeu des dragons, jeu de société édité par Play Factory.
- 2020 : Donjons et Dragon - L'aventure commence, jeu de plateau édité par Wizards of the Coast pour faire découvrir Donjons et Dragons aux plus jeunes.

### Livre-jeu
Dans les années 1980, des 'livres-jeux se déroulant dans l'univers de jeu de rôle Donjons et Dragons ont été édités par TSR. Ils ont été édités en français par Solar dans la collection Les Quêtes sans fin de Donjons et Dragons.

#### Les Quêtes sans fin de Donjons et Dragons
1. Le Donjon de l'effroi (Rose Estes)
2. La Montagne des miroirs (Rose Estes)
3. Les Colonnes de Pentergarn (Rose Estes)
4. Les Dragons de l'arc-en-ciel (Rose Estes)
5. Retour à Ruisselac (Rose Estes)
6. La Révolte des Nains (Rose Estes)
7. Sous l'Aile du dragon (John Kendall)
8. Conan l'intrépide (James M. Ward)
9. La Lame du samouraï (Morris Simon)
10. La Planète captive (Morris Simon)
11. Le Donjon du mal (Bruce Algosin)
12. La Quête du roi mort (Tom McGowen)
13. La Rançon du dragon (Laura French - traduit de l'anglais par Kevin Bertrand Collette .1985 )
14. Conan et la prophétie (Roger E. Moore)
15. Tarzan et le puits aux esclaves (Douglas Niles)
16. La Tour des ténèbres (Regina Oehler Fultz)

#### Donjons et Dragons, niveau avancé
1. Le Voleur de Karass (Douglas Niles)
2. Le Trésor aux Maléfices (Jean Blashfield)
3. L'Épreuve de la Tour Noire (Terry Phillips)
4. Le Défi du Ninja (Curtis Smith)

#### Donjons et Dragons, niveau avancé, 1 contre 1
Adaptation française de la série 1 on 1 Adventure Gamebooks, cette série est composée de coffrets, chacun contenant deux livres permettant à 2 joueurs (ou plus) de s'affronter dans une même aventure.
1. La Revanche du Dragon Rouge (James M. Ward)
2. Le Duel de la Forêt des Druides (James M. Ward)
3. Le Sabre de Glace (Michael P. Price)
4. Voleurs et Assassins (James M. Ward)

### Sites internet et outils en ligne
L'éditeur Wizards of the Coast propose un abonnement au site web D&D Insider, un outil en ligne facilitant la préparation de parties : règles disponibles en ligne (y compris les fiches de monstres), construction de personnages, de monstres, magazines Dungeon et Dragon, etc.
D'autres éditeurs proposent des outils d'aide, comme les sites web DM Minions de Goathead Software ou, dans le monde francophone, Le Donjon du Dragon, un site de référence avec de multiples applications et traductions françaises (de OD&D/D&D BECMI à AD&D2.5, et tous les univers publiés par TSR).

### Machine à sous
- Dungeons & Dragons: Enchanted Riches : machine à sous créée par Konami[105],[106], présente dans certains casinos français depuis 2016.

## Dans la culture populaire

### Cinéma
- Dans E.T., l'extra-terrestre (1982) de Steven Spielberg, la deuxième scène du film montre les enfants en train de faire une partie de Donjons et Dragons (boîte de base) chez la mère d'Eliot[107],[108]. Avant la production du film, Spielberg organisa une session de Donjons et Dragons avec les jeunes acteurs[109].
- Dans Kung-fu Master (1988) d'Agnès Varda, le personnage de Julien parle longuement de Donjons et dragons le temps d'une scène, en expliquant le principe de ce jeu à Mary-Jane.

### Télévision
- Donjons et Dragons aurait été une source d'inspiration pour l'émission de jeu française Fort Boyard[110].

#### Séries
- Dans la série Buffy contre les vampires, en attendant la fin du monde, le Scooby Gang joue à Donjons & Dragons.
- Dans la série The Big Bang Theory lors des soirées de jeu, les parties de Donjons et Dragons sont inévitables. Passe-temps favori de la petite bande de Leonard et Sheldon, le jeu de rôle est pour eux souvent l’occasion de révéler des traits de personnalité cachés ou de discuter de leurs problèmes.
- Dans la série Community, un épisode est consacré à Donjons & Dragons au cours duquel il revisite et détaille les dynamiques des différents personnages de la série.
- Dans la série Stranger Things, les protagonistes font référence à Donjons et Dragons, notamment pour nommer leurs ennemis. Le septième comic book consacré aux héros de la série, sorti chez Mana Books en 2021, est intitulé « Stranger Things: Dungeons & Dragons »[111].

#### Séries d'animation
- Dans la série d’animation My Little Pony: Friendship Is Magic, une version parodique de Donjons et Dragons existe sous le nom de Ogres et Oubliettes (O&O).
- Dans le troisième film issu de la série d’animation Futurama, intitulé Prenez garde au seigneur des robots ! (Bender’s Game), Donjons et Dragons représente un véritable défi pour le personnage du robot Bender.

#### Podcasts et émissions sur le web
- Critical Role, web-série américaine en plusieurs saisons et entreprise, où un groupe d'acteurs de doublage jouent à Donjons et Dragons en direct.
- La Bonne Auberge, web-série française en plusieurs saisons, où des passionnés de jeux jouent à Donjons et Dragons[112].
- Tablequest, web-série française où des personnalités du web jouent le scénario « DD5 - La Porte de Baldur : Descente en Averne », une campagne de la 5e édition des Royaumes oubliés.
- The Adventure Zone (en), un podcast de série américaine familiale qui s'appuie sur Donjons et Dragons pour raconter des histoires humoristiques.
- Actual play, un podcast anglophone en deux saisons dans l'univers de Donjons et Dragons.

Voir aussi l'article anglophone Dungeons & Dragons in popular culture (en).